# Хамадия
Хамадия (ивр. חמדיה‎) — кибуц в долине Бейт-Шеан, к северу от города Бейт-Шеан на севере Израиля. Он принадлежит региональному совету Эмек-ха-Мааянот.

## Название
Кибуц получил свое название от Аль-Хамидийя, обезлюдевшей арабской деревни к северу от кибуца, которая, в свою очередь, названа в честь султана Османской империи Абдула Хамида II.

## История
Кибуц основан в 1939 году как часть движения «Стена и башня». Он восстановлен в 1942 году халуцим «Хермоним» — группой коренных израильтян, входивших в молодёжную группу Ха-маханот ха-олим.

## Население
По данным Центрального статистического бюро Израиля, население на начало 2020 года составляло 381 человек.

## Археология
Неолитический памятник в кибуце Хамадия расположен на террасе древнего озера Бейсан, на глубине 200 метров ниже уровня моря, 10 км к югу от доисторического сайта Мухата. Предполагается, что Хамадия существовала между 5800 и 5400 годами до н. э.
Хамадия — однослойный археологический памятник, насчитывающий около 100 м², впервые обнаруженный и раскопанный Нехемией Зори в 1958 году, а затем снова Якобом Капланом в 1964 году. Были обнаружены печи, ямы и очаги с ярмукской керамикой и множеством топоров, кирок, скребков и серпов.
Неподалеку от места раскопок находилась мастерская по изготовлению кремневых серпов, где было найдено более 300 серповидных лезвий.

## Заповедник
Примерно в 3 км к востоку от кибуца находится заповедник Хамадия на западном берегу реки Иордан. Заповедник занимает площадь около 550 дунамов.